# 皇建 (西夏)
皇建（1210年—1211年七月）是西夏襄宗李安全的年號，共計2年。

## 改元
- 應天五年年（1210年）——改元皇建。
- 皇建二年（1211年）——七月三日，李遵頊廢李安全自立，改元光定。[2]

## 纪年對照表
| 皇建 | 元年   | 二年   |
| ---- | ------ | ------ |
| 公元 | 1210年 | 1211年 |
| 干支 | 庚午   | 辛未   |

## 同期存在的其他政权年号
- 中國
  - 嘉定（1208年－1224年）：宋—宋寧宗趙擴之年號
  - 天禧（1178年－1211年）：西遼—遼末主耶律直魯古之年號
  - 大安（1209年－1211年）：金—衛紹王完顏永濟之年號
  - 天開（1205年－1225年）：大理—段智祥之年號
- 越南
  - 治平龍應（1205年－1210年）：李朝—李龍翰之年號
  - 建嘉（1211年－1224年）：李朝—李旵之年號
- 日本
  - 承元（1207年－1211年）：土御門天皇之年号
  - 建曆（1211年－1214年）：順德天皇之年號

## 深入閱讀
- 李崇智. . 北京: 中華書局. 2004年12月. ISBN 7101025129.
- 鄧洪波. . 臺北: 國立臺灣大學東亞經典與文化研究計劃. 2005年3月  [2021-12-13]. ISBN 9789860005189. （原始内容 (pdf)存档于2007-08-25）.
- 長部和雄.  (pdf). 東京: 京都大學. 1933年7月1日  [2021年12月13日]. ISBN. （原始内容存档 (PDF)于2021年12月9日）.
- 長部和雄.  (PDF). 東京: 京都大學. 1933年10月1日  [2021年12月18日]. ISBN. （原始内容 (pdf)存档于2021年12月18日）.

## 參看
- 中國年號索引
- 其他政权使用的皇建年号

| 前一年號： 應天 | 西夏年号 | 下一年號： 光定 |